# Panda (ssaki)
Panda (Ailuropoda) – rodzaj drapieżnych ssaków z podrodziny Ailuropodinae w obrębie rodziny niedźwiedziowatych (Ursidae).

## Zasięg występowania
Rodzaj obejmuje jeden żyjący współcześnie gatunek występujący w Azji (Chiny).

## Morfologia
Długość ciała 120–180 cm, długość ogona 10–16 cm; masa ciała samic 70–100 kg, samców 85–125 kg (w niewoli czasami do 150 kg).

## Systematyka
Rodzaj zdefiniował w 1870 roku francuski zoolog Alphonse Milne-Edwards w artykule poświęconym ssakom wschodniego Tybetu opublikowanym na łamach Comptes Rendus Hebdomadaires des Séances de l’Académie des Sciences. Na gatunek typowy Milne-Edwards wyznaczył (oznaczenie monotypowe) pandę wielką (A. melanoleuca).

### Etymologia
- Ailuropoda (Ailuropus, Aeluropus): rodzaj Ailurus Cuvier, 1825 (pandka); πους pous, ποδος podos ‘stopa’[11].
- Pandarctos: fr. panda ‘pandka ruda’, najprawdopodobniej od nep. ponya ‘pandka ruda’; αρκτος arktos ‘niedźwiedź’[12]. Gatunek typowy (oznaczenie monotypowe): Ursus melanoleucus David, 1869.
- Aelureidopus: gr. αιλουρος ailouros ‘kot’[13]; ειδος eidos ‘podobieństwo’, od ειδω eidō ‘być podobnym’[14]; πους pous, ποδος podos ‘stopa’[15]. Gatunek typowy (oznaczenie monotypowe): †Aelureidopus baconi[c] Smith Woodward, 1915.

### Podział systematyczny
Do rodzaju należy jeden współcześnie występujący gatunek:
- Ailuropoda melanoleuca (David, 1869) – panda wielka

Opisano również gatunek wymarły z plejstocenu Azji:
- Ailuropoda microta Pei Wenchung, 1962[17]